# Iván López Mendoza
Iván López Mendoza (Valencia, 23 de agosto de 1993) é um futebolista profissional espanhol que atua como defensor.

## Carreira
López Mendoza se profissionalizou no Levante.